# Srednje Mokrice
Srednje Mokrice falu Horvátországban, Sziszek-Monoszló megyében. Közigazgatásilag Petrinyához tartozik.

## Fekvése
Sziszek városától légvonalban 14, közúton 22 km-re délnyugatra, községközpontjától 8 km-re nyugatra, a Báni végvidék középső részén, az Utinja jobb partján fekszik.

## Története
Mokrice neve 1366-ban tűnik fel először „possessio Matricha” alakban. 1370-ben „possessio Mokricha” néven birtokként, 1424-ben személynév részeként „de Moccrucha”, néven említik. A középkorban tehát még egységes település volt. A térséget a 16. század második felében megszállta a török és a 17. század közepéig török uralom alatt állt. A felszabadító harcokban a keresztény seregek kiűzték a térségből a törököt és a török határ a század végére az Una folyóhoz került vissza. Ezzel párhuzamosan a Turopolje, a Szávamente, a Kulpamente vidékéről és a Banovina más részeiről horvát katolikus, majd a 18. században több hullámban Közép-Boszniából, főként a Kozara-hegység területéről és a Sana-medencéből pravoszláv szerb családok települtek le itt. Az újonnan érkezettek szabadságjogokat kaptak, de ennek fejében határőr szolgálattal tartoztak. El kellett látniuk a várak, őrhelyek őrzését és részt kellett venniük a hadjáratokban. 1696-ban a szábor a bánt tette meg a Kulpa és az Una közötti határvédő erők parancsnokává, melyet hosszas huzavona után 1704-ben a bécsi udvar is elfogadott. Ezzel létrejött a Báni végvidék (horvátul Banovina), mely katonai határőrvidék része lett. 1745-ben megalakult a Petrinya központú második báni ezred, melynek fennhatósága alá ez a vidék is tartozott.
A katonai határőrvidék megszűnése után Zágráb vármegye Petrinyai járásának része volt. A 20. század első éveiben a kilátástalan gazdasági helyzet miatt sokan vándoroltak ki a tengerentúlra. 1918-ban az új szerb-horvát-szlovén állam, majd később Jugoszlávia része lett. A második világháború idején a Független Horvát Állam része volt. A háború után a béke időszaka köszöntött a településre. Enyhült a szegénység és sok ember talált munkát a közeli városokban. A délszláv háború előestéjén lakosságának 100%-a horvát nemzetiségű volt. A falu 1991. június 25-én a független Horvátország része lett, de néhány hónap múltán október 10-én megszállták a szerb erők és felgyújtották házait. Október 22-én a horvát erők ellentámadása felszabadította a települést, de még a következő hónapokban is súlyos harcok folytak a térségben, mely 1992 januárjában szabadult fel végleg. A háború folyamán a továbbiakban itt, a falu közelében délkeletre és a Kulpánál húzódott a Krajinai Szerb Köztársaság határa. Lakossága nagyrészt elmenekült és csak a háború után tért vissza. 2011-ben 33 lakosa volt.

## Népesség
| Lakosság változása | Lakosság változása | Lakosság változása | Lakosság változása | Lakosság változása | Lakosság változása | Lakosság változása | Lakosság változása | Lakosság változása | Lakosság változása | Lakosság változása | Lakosság változása | Lakosság változása | Lakosság változása | Lakosság változása | Lakosság változása |
| ------------------ | ------------------ | ------------------ | ------------------ | ------------------ | ------------------ | ------------------ | ------------------ | ------------------ | ------------------ | ------------------ | ------------------ | ------------------ | ------------------ | ------------------ | ------------------ |
| 1857               | 1869               | 1880               | 1890               | 1900               | 1910               | 1921               | 1931               | 1948               | 1953               | 1961               | 1971               | 1981               | 1991               | 2001               | 2011               |
| 0                  | 0                  | 0                  | 0                  | 0                  | 0                  | 0                  | 0                  | 0                  | 101                | 99                 | 95                 | 83                 | 46                 | 35                 | 33                 |

(Lakosságát csak 1953 óta számlálják önállóan.)